# Persia antică
Persia antică reprezintă o civilizație istorică majoră care a dominat Orientul Apropiat și regiuni extinse din Asia, Europa și Africa între aproximativ 550 î.Hr. și 330 î.Hr., sub dinastia ahemenidă, urmată de dinastiile parțiană și sasanidă până în secolul VII d.Hr. Centrată în actualul Iran, Persia antică a fost renumită pentru organizarea sa imperială complexă, arhitectura monumentală (ex. Persepolis), sistemele avansate de irigații (ex. qanat), arta sofisticată și contribuțiile la știință, religie (zoroastrism) și administrație. Imperiul Ahemenid, fondat de Cirus al II-lea cel Mare, a fost unul dintre cele mai mari imperii din istorie, influențând culturi din Grecia antică, Egiptul antic și India. În context românesc, influențele persane au ajuns indirect prin contactele culturale din perioada dacică și romană, vizibile în ornamente și tehnologii agricole.

## Definiție și context
Persia antică desemnează civilizația iraniană care a evoluat din triburile indo-europene stabilite pe Platoul Iranian, culminând cu Imperiul Ahemenid (550–330 î.Hr.). Acesta a unificat regiuni diverse, de la Valea Indusului la Marea Egee, sub un sistem administrativ centralizat. Dinastiile ulterioare, parțiană (247 î.Hr.–224 d.Hr.) și sasanidă (224–651 d.Hr.), au continuat moștenirea ahemenidă, adaptând-o la noi contexte geopolitice. Persia a fost un punct de intersecție culturală, influențând și fiind influențată de Mesopotamia, China antică și Roma antică.

## Istoric
Persia antică a trecut prin mai multe faze distincte:
- Perioada pre-ahemenidă (înainte de 550 î.Hr.): Triburile persane și mede au format regate regionale, culminând cu Imperiul Med (728–559 î.Hr.).
- Imperiul Ahemenid (550–330 î.Hr.): Fondat de Cirus al II-lea, a extins dominația persană prin cuceriri, inclusiv Babilonul, Egiptul și Asia Mică. Darius I a organizat imperiul în satrapii, construind capitala Persepolis și drumul regal.
- Cucerirea lui Alexandru cel Mare (330 î.Hr.): A marcat sfârșitul dominației ahemenide, dar cultura persană a influențat elenismul.
- Dinastia Parțiană (247 î.Hr.–224 d.Hr.): A rezistat expansiunii romane, promovând comerțul pe Drumul Mătăsii.
- Dinastia Sasanidă (224–651 d.Hr.): A revitalizat cultura persană, dar a căzut în urma invaziilor arabe.

Declinul Persiei antice a fost cauzat de invazii, conflicte interne și schimbări economice, dar moștenirea sa culturală a persistat în Imperiul Islamic și dincolo.

## Organizare politică și administrativă
Imperiul Ahemenid a fost renumit pentru administrația sa eficientă:
- Satrapii: Provincii conduse de guvernatori (satrapi) loiali regelui.
- Drumul regal: O rețea de 2.700 km care facilita comunicațiile și comerțul.
- Sistem fiscal: Taxe colectate în aur și argint, standardizate de Darius I.
- Serviciul poștal: „Angarium", un sistem rapid de mesageri, considerat precursorul poștei moderne.
- Toleranța culturală: Politica de respect față de tradițiile locale, promovată de Cirus (ex. eliberarea evreilor din Babilon).

Dinastiile parțiană și sasanidă au adaptat aceste practici, dar au introdus feudalismul și o armată mai descentralizată.

## Cultură și contribuții
Persia antică a avut contribuții semnificative în mai multe domenii:
- Arhitectură: Persepolis, cu palate și reliefuri monumentale, a combinat stiluri mesopotamiene, egiptene și grecești. Apadana (sala audiențelor) este un exemplu iconic.
- Grădini persane: Chahar bagh, amenajate simetric cu canale de apă, au influențat arhitectura peisageră globală.
- Agricultură: Sistemele de irigații qanat, care transportau apa subterană, au revoluționat legumicultura și eficiența energetică.
- Artă: Reliefuri, ceramică și metalurgie (ex. vase de aur ahemenide) reflectau bogăția și diversitatea culturală.
- Religie: Zoroastrismul, fondat de Zarathustra, a influențat iudaismul, creștinismul și islamul, promovând dualismul bine-rău.
- Știință și tehnologie: Contribuții la astronomie, matematică și inginerie (ex. poduri plutitoare peste Bosfor).

## Influențe în România
Deși Persia antică nu a avut contact direct cu teritoriul României, influențele sale au ajuns indirect prin:
- Contactele dacice: Ornamentele de aur și argint din mormintele dacice (ex. Sarmizegetusa) reflectă influențe estice, posibil persane, prin comerțul pe Drumul Mătăsii.
- Perioada romană: După cucerirea Daciei (106 d.Hr.), influențele persane au pătruns prin intermediul Imperiului Roman, care interacționa cu parții și sasanizii. Ex. motive florale în mozaicurile romane.
- Agricultura: Sistemele de irigații persane au inspirat tehnici agricole în provinciile romane, posibil și în Dacia.

## Provocări și declin
Persia antică a înfruntat provocări majore:
- Conflicte externe: Războaiele cu Grecia (ex. Maraton, Salamina) și cucerirea lui Alexandru cel Mare au slăbit Imperiul Ahemenid.
- Revolte interne: Rebeliunile satrapiilor și luptele dinastice au destabilizat imperiul.
- Invaziile arabe (secolul VII d.Hr.): Au dus la căderea Imperiului Sasanid și islamizarea regiunii.
- Economia: Costurile administrării unui imperiu vast au epuizat resursele.

## Moștenire
Moștenirea Persiei antice este vizibilă în:
- Arhitectură și peisagistică: Grădinile persane au inspirat designul islamic și european.
- Administrație: Sistemele fiscale și poștale au influențat imperiile ulterioare.
- Religie și filozofie: Zoroastrismul a modelat gândirea monoteistă.
- Artă: Motivele persane (ex. grifoni, flori de lotus) se regăsesc în arta bizantină și islamică.

## Imagini reprezentative
Persia antică este ilustrată prin imagini care surprind bogăția sa culturală:

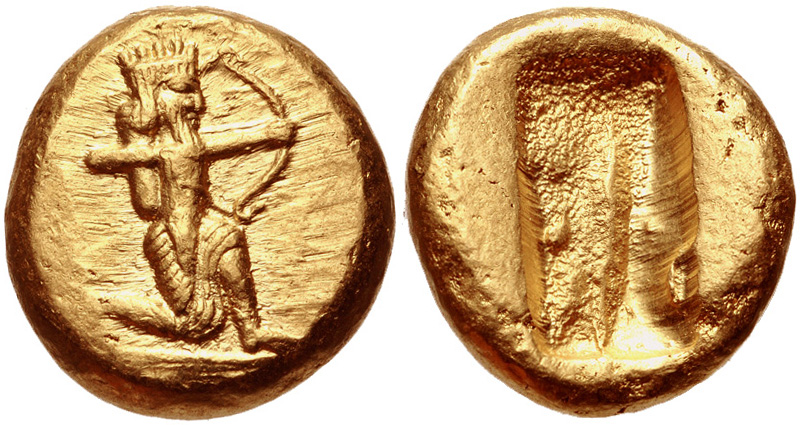
Monedă de aur ahemenidă, reprezentând un arcaș regal.